# Machigengacris peruviana
Machigengacris peruviana är en insektsart som beskrevs av Marius Descamps 1977. Machigengacris peruviana ingår i släktet Machigengacris och familjen gräshoppor. Inga underarter finns listade i Catalogue of Life.